# Spinosauridi
Spinosauridi (lat. Spinosauridae) su bili porodica specijaliziranih teropodnih dinosaura. Pripadnici ove porodice bili su veliki dvonožni grabežljivci s izduženim čeljustima kao kod krokodila i kupastim zubima s vrlo malim nazubljenjima ili bez njih. Prednji zubi donje čeljusti stršili su prema van. Naziv ove porodice odnosi se na upadljivu strukturu na leđima roda Spinosaurus koja je ličila na jedro. Nije sigurno utvrđeno koja je bila funkcija ovog jedra; popularna objašnjenja su da je služilo kao termoregulator, za zastrašivanje ili za udvaranje, ali znanstvenici više prihvataju teoriju da su bodlje na kralješcima podržavale grbu ispunjenu mašću ili mišićima.
Fosili spinosaurida su pronađeni u Africi, Europi, Južnoj Americi, Aziji i Australiji.

## Povijest evolucije
Prvi spinosauridi su se pojavili tijekom kasne jure, a postali su česti tijekom rane krede. Do sada su iz perioda kasne jure pronađeni samo zubi stari 155 milijuna godina. Izgleda da im je broj znatno opao tijekom cenomanija; iako su neki zubi iz Argentine iz perioda turonija priključeni spinosauridima, nedavno se ispostavilo da zapravo pripadaju srodnicima krokodila (Crurotarsi). Neki su opstali do sredine santonija, za šta je dokaz jedan zub pronađen u formaciji Majiacun, Kina.

## Paleobiologija

### Grabežljivo ponašanje
Istraživanja spinosaurida (naročito Irritator) pokazala su da su imali vrlo različit oblik i konstrukciju lubanje u odnosu na ostale velike teropode grabežljivce kao što su Allosaurus i Tyrannosaurus. Kod većine dinosaura grabežljivaca čeljusti su bile ili široke, ili visoke ili oboje, dok su čeljusti spinosaurida bile tanke i uske. To je navelo paleontologe kao što su Sues, Frey i Martill da zaključe da spinosauridi, za razliku od ostalih teropoda, nisu bili specijalizirani za napadanje velikog plijena koji se borio.
Sues i kolege su istražili strukturu lubanja spinosaurida i zaključili su da je njihov način hranjenja bio da koriste izuzetno brze i snažne udarce za hvatanje plijena čeljustima, koristeći snažne vratne mišiće da bi ga vitlao gore-dolje u zraku. Zbog vrlo uske njuške, malo je vjerojatno da je mogao vitlati plijen lijevo-desno.

### Ishrana
Spinosauridi su se u prošlosti često smatrali ribojedima na osnovu usporedbe njihovih čeljusti s čeljustima današnjih krokodila. Rayfield i kolege su 2007. godine po prvi put proveli stvarna biomehanička istraživanja lubanja spinosaurida (koristeći lubanju europskog spinosaurida Baryonyxa). Oni su otkrili da su struktura i jačina ugriza čeljusti Baryonyxa bile gotovo identične onima današnjih gavijala, što podržava ideju da su barem barionihini bili pretežno ribojedi. Čeljusti spinosaurina s druge strane izgledaju više generalizirane.
Direktni fosilni dokazi pokazuju da su se spinosauridi hranili ribama i raznim malenim i srednje velikim životinjama, uključujući i malene dinosaure. U stomačnoj šupljini jednog Baryonyxa pronađene su riblje krljušti i probavljene kosti mladog Iguanodona, a postoji i jedan zabilježen primjerak spinosaurida koji je pojeo pterosaura. Najvjerojatnije su spinosauridi bili generalisti, specijalizirani u lovu na mali plijen bilo koje vrste, uključujući i ribe.

### Stanište
U jednoj objavi koju su 2010. godine izdali Romain Amiot i kolege piše da stope izotopa kisika u kostima spinosaurida ukazuju na vodozeman način života. Stope izotopa od zuba spinosaurida Baryonyxa, Irritatora, Siamosaurusa i Spinosaurusa uspoređene su s istima kod tadašnjih teropoda, kornjača i krokodila. Istraživanje je pokazalo da su stope izotopa kod spinosaurida bile sličnije onima kod kornjača i krokodila. Primjerci Siamosaurus su se obično po stopi izotopa najviše razlikovali od ostalih teropoda, dok su im primjerci Spinosaurusa bili najsličniji. Autori su zaključili da su spinosauridi, kao i današnji krokodili i nilski konji, provodili veći dio dana u vodi. Autori su također zaključili da vodozeman način života i ribojedstvo objašnjavaju kako su spinosauridi koegzistirali s ostalim velikim teropodima: hraneći se drugačijim plijenom i živeći u drugačijim staništima, spinosauridi i ostale grupe teropoda ne bi bili u direktnoj konkurenciji.

## Taksonomija
Porodici Spinosauridae naziv je dao Ernst Stromer 1915. godine. Ona je uključivala samo rod Spinosaurus. Porodica je proširivana kako je više i više srodnika roda Spinosaurus bivalo otkriveno. Prvu kladističku definiciju za Spinosauridae dao je Paul Sereno 1998. godine: "Svi spinosauridi srodniji Spinosaurusu nego Torvosaurusu).
Porodica Spinosauridae danas sadrži dvije potporodice - Spinosaurinae i Baryonychinae. Potporodici Spinosaurinae naziv je dao Sereno 1998. godine, a definirali su e Holtz et al. (2004.) kao sve taksone srodnije vrsti Spinosaurus aegyptiacus nego vrsti Baryonyx walkeri. Potporodici Baryonychinae naziv su dali Charig i Milner 1986. godine. Oni su uspostavili i potporodicu i porodicu Baryonychidae za novootkriveni rod Baryonyx, prije nego što je svrstan u Spinosauridae. Njihovu potporodicu definirali su Holtz et al. 2004. godine kao komplementarni kladus svih taksona srodnijih vrsti Baryonyx walkeri nego vrsti Spinosaurus aegyptiacus.

### Klasifikacija
- Natporodica Megalosauroidea
  - Porodica Spinosauridae
    -       - Siamosaurus suteethorni

    - Potporodica Baryonychinae
      - Baryonyx walkeri
      - Cristatusaurus lapparenti
      - Suchomimus tenerensis
      - Suchosaurus cultridens

    - Potporodica Spinosaurinae
      - Irritator challengeri
      - Spinosaurus aegyptiacus
      - Oxalaia quilombensis

- Intermedijarni spinosauridi
  - "Sinopliosaurus" fusuiensis[12]

## Vanjske poveznice
- Spinosauridae
- Spinosauridae na Theropod Database